# Pieter Robert Rensenbrink
Pieter Robert Rensenbrink, més conegut com a Rob Rensenbrink, (Amsterdam, 3 de juliol de 1947; ibíd., 24 de gener de 2020) fou un futbolista neerlandès.

## Trajectòria
Nascut a Amsterdam, Rensenbrink començà la seva trajectòria al DWS, un club amateur de la seva ciutat, abans de traslladar-se a Bèlgica on defensà els colors del Club Brugge el 1969. Entre 1971 i 1980 jugà amb el RSC Anderlecht on tingué força èxit, destacant dues Recopes europees els anys 1976 i 1978 (i finalista el 1977) al costat del seu compatriota Arie Haan.
Fou membre de la selecció neerlandesa que arribà a les finals dels Mundials de 1974 i 1978. Entre 1979 i 1980 va deixar la selecció i l'Anderlecht, acabant la seva carrera als clubs Portland Timbers, de la NASL, i al Tolosa.
Fou nomenat per Pelé com un dels 100 futbolistes vius més importants el març del 2004.

## Referències

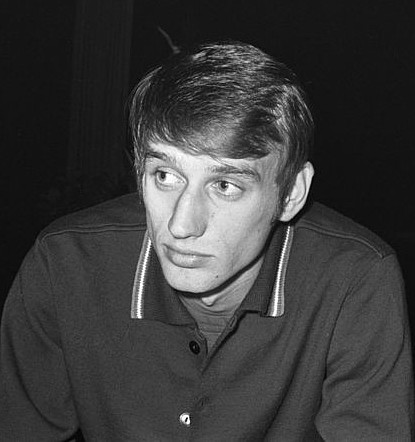
Rob Rensenbrink el 1969.